# Pleteršnikova domačija
Pleteršnikova domačija je slovenski literarni muzej, ki se nahaja v Pišecah v Občini Brežice. Muzej sestoji iz več objektov:
- rojstna hiša slovenskega učitelja, jezikoslovca in slovaropisca Maksa Pleteršnika (1840–1923); v tej hiši je sestavljal svoj Slovensko-nemški slovar in v njej je tudi umrl;
- manjši hlev, ki sedaj služi kot informacijska pisarna, v njej so obiskovalcem na voljo gradiva o Pleteršniku in turistični spominki;
- čebelnjak, ki ga je postavil Pleteršnikov oče;
- družinska kapelica;
- kamniti steber z reliefom Maksa Pleteršnika;
- zidanica, ki se nahaja nekoliko nad dvoriščem in v katere sobici je Pleteršnik pravtako sestavljal slovar.

Domačija je danes v celoti razglašena za kulturni spomenik lokalnega pomena. Za muzej skrbi Društvo Pleteršnikova domačija Pišece, ki ga vodi domačin Martin Dušič. V rojstni hiši se odvijajo tudi razni kulturni dogodki, kot so literarni večeri, okrogle mize in podobno.

## Zgodovina
Deset let po Pleteršnikovi smrti je Slovenska matica vgradila spominsko ploščo na zahodni steni rojstne hiše. Domačija je imela po njegovi smrti več gospodarjev, dokler je ni zapustil še zadnji, Marjan Hočevar iz Ljubljane. Od takrat je bila opustela in je začela propadati, dvorišče in vrt sta bila zaraščena. Leta 1993 je Turistično društvo Pišece pričelo s temeljito obnovo, ki se je zaključila proti koncu leta 1994. V teh delih je bila narejena nova fasada, nove predelne stene in stropi, ki jih je bilo zaradi dotrajanosti potrebno porušiti. V kleti je bil odstranjen betonski tlak, ki je bil zamenjan z opečnim.

## Muzejska zbirka
V rojstni hiši so tri sobe, opremljene s pohištvom in osebnimi predmeti Maksa Pleteršnika in njegovimi knjigami. V prvi sobi je z originali predstavljeno nastajanje Pleteršnikovega slovarja. Vse je iz njegovega časa, na ogled pa sta tudi naslednji dve izdaji slovarja iz leta 1957 in 2006, kar doživijo le redki slovarji. V drugi sobi so na ogled predmeti iz njegove delovne sobe (pisarne), na stenskih panojih pa faksimile njegovih slovarskih in ostalih del (originali so shranjeni v Narodni in univerzitetni knjižnici v Ljubljani), v tretji sobici je pristno urejen njegov počivalni kotiček. Klet pod bivalnimi prostori je urejena kot stara vinogradniška klet.